# Marian Horne
Pour les articles homonymes, voir Horne.
Marian Horne est une femme politique yukonnais, canadien. Elle est une ancienne députée qui représente la circonscription électorale de Pelly-Nisutlin à l'Assemblée législative du Yukon de 2006 à 2011. Elle  est membre du Parti du Yukon.